# Jaye Davidson
Jaye Davidson, pseudonimo di Alfred Amey (Riverside, 21 marzo 1968), è un attore statunitense naturalizzato britannico.

## Biografia
Di padre ghanese e di madre inglese, lasciò la scuola a sedici anni e per mantenersi fece diversi mestieri. Pur non avendo alcuna esperienza come attore, venne notato da un addetto al casting durante un party per il regista Derek Jarman. 
Nel 1992 debuttò nell'ambiguo ruolo di Dil ne La moglie del soldato di Neil Jordan. La sua prova sorprese pubblico e critica e gli valse anche una candidatura all'Oscar al miglior attore non protagonista. Fu tanta l'attenzione datagli che, per la serata degli Oscar 1993, i bookmaker e i vari commentatori si chiedevano come si sarebbe presentato esteticamente l'attore. Egli minimizzò la questione, ma alla serata si presentò vestito con un'uniforme femminile equestre e stivali di cuoio alti fino alla coscia.
L'improvvisa popolarità ottenuta gli fece ottenere due anni dopo il ruolo del malvagio dio Ra nel film di fantascienza Stargate di Roland Emmerich, con Kurt Russell e James Spader. Dopo soli due film, Davidson chiuse col cinema e tornò alla sua precedente attività, l'assistente di moda a Londra. Tuttavia, nel 2009 tornò sulle scene per interpretare il ruolo di un fotografo nazista in un cortometraggio di soli diciassette minuti intitolato The Borghilde Project.

## Vita privata
Nato in California, ma cresciuto in Borehamwood, nello Hertfordshire, Davidson è gay. Al momento della sua breve carriera di attore, ha detto che il suo aspetto androgino gli ha alienato le simpatie della comunità gay, dicendo: "Gli uomini omosessuali amano uomini molto maschili e io non sono una persona molto maschile. Sono ragionevolmente magro, con i capelli lunghi; un tipo maschile che non è molto popolare tra gli uomini gay". In seguito ha adottato un look più maschile, con una testa rasata, tatuaggi e fisico più sviluppato. In un'intervista con il Seattle Times molti anni fa, ha detto di essere stato innamorato una sola volta nella sua vita e ha pensato che non sarebbe mai più stato innamorato. Nel mese di luglio 2017 ha sposato il suo partner Thomas Clarke.

## Filmografia
- La moglie del soldato (The Crying Game), regia di Neil Jordan (1992)
- Stargate, regia di Roland Emmerich (1994)
- The Borghilde Project, regia di Myles Grimsdale (2009) – Cortometraggio

## Riconoscimenti
È stato nominato ai premi Oscar nel 1993 come miglior attore non protagonista per La moglie del soldato, film del 1992 diretto da Neil Jordan.

## Doppiaggio
Ne La moglie del soldato, data l'identità di genere del personaggio, Jaye Davidson venne doppiato da Ludovica Modugno.